# Улицька Людмила Євгенівна
Людмила Євгенівна Улицька (рос. Людмила Евгеньевна Улицкая; нар. 21 лютого 1943, Давлеканово, Башкирія, Російська РФСР) — радянська і російська письменниця, перекладачка і сценарист.

## Життєпис
За освітою — біолог, закінчила МДУ.
Перші оповідання вийшли наприкінці 1980-х років, за її сценаріями були зняті фільми: «Сестрички Ліберті» (1990) В. Грамматікова, «Жінка для всіх» (1991) та ін. 
Перша книга — «Сонечка» (1992) — увійшла до списку фіналістів премії «Російський Букер» за 1993 рік, «Джузеппе Ацербі» (Італія), була визнана у Франції найкращою перекладною книгою року і відзначена премією «Медічі». Серед відомих творів: романи «Медея і її діти» (1996) і «Казус Кукоцького», повість «Веселі похорони».
Книги перекладені 25 мовами.

## Громадянська позиція
У березні 2014 підписала звернення російських діячів культури проти окупації Криму.
У травні 2018 приєдналась до заяви російських літераторів на захист українського режисера Олега Сенцова, незаконно засудженого у РФ.
У лютому 2022 року засудила напад Росії на Україну. У кінці лютого 2022 року емігрувала з Росії до Німеччини.

## Переклади українською
- Людмила Улицька. Даніель Штайн, перекладач. — Х. : Фоліо, 2013. — 638 с. — ISBN 978-966-03-6573-5.
- Людмила Уліцька. Драбина Якова. — Book Chef, 2017. — 592 с. — ISBN 978-617-7347-91-9.

## Фільмографія
Сценарист:
- «Сто гудзиків» (1983, к/м ляльковий мультфільм, сюжет з альманаху «Весела карусель» №13 )
- «Таємниця іграшок» (1987, мультфільм; у співавт.)
- «Лінива сукня» (1987, мультфільм)
- «Сестрички Ліберті» (1990)
- «Жінка для всіх» (1991)
- «Вмирати легко» (1999, у співавт.)
- «Казус Кукоцького» (2001, телесеріал; у співавт.)
- «Ця пікова дама» (2003, фільм-спектакль; у співавт.)
- «Наскрізна лінія» (2005)
- «Нізвідки з любов'ю, або Веселий похорон» (2007) та ін.